# Euglossa nigropilosa
Euglossa nigropilosa là một loài Hymenoptera trong họ Apidae. Loài này được Moure mô tả khoa học năm 1965.